# Malcolm Macdonald (calciatore 1950)
Malcolm Macdonald (Fulham, 7 gennaio 1950) è un conduttore radiofonico, ex calciatore e allenatore di calcio inglese.

## Carriera
È stato un famoso calciatore del Newcastle Utd e della Nazionale di calcio dell'Inghilterra.
È stato Capocannoniere del Campionato inglese di calcio 2 volte: nel 1974-1975 e nel 1976-1977.

## Palmarès

### Club

#### Competizioni nazionali
- Coppa d'Inghilterra: 1

Arsenal: 1978-1979

#### Competizioni internazionali
- Coppa Anglo-Italiana: 1

Newcastle: 1973
- Texaco Cup: 2

Newcastle: 1974, 1975